# Mehmet Yiğit
Mehmet Yiğit (* 24. Juni 1991 in Gaziantep) ist ein türkischer Fußballspieler.

## Karriere
Mehmet Yiğit kam in der südtürkischen Provinzhauptstadt Gaziantep auf die Welt und begann mit dem Vereinsfußball mit dreizehn Jahren in der Jugend seines Heimatvereins Gaziantepspor. 2008 erhielt er von seinem Verein einen Profi-Vertrag, spielte aber vorerst ausschließlich für die zweite Mannschaft. Um ihm Spielpraxis zu ermöglichen, wurde er in der Spielzeit 2009/10 und 2010/11 an den Drittligisten Şanlıurfaspor ausgeliehen. Dort wurde er auf Anhieb Stammspieler, bestritt in den zwei Spielzeiten 43 Spiele und erzielte drei Tore.
Zur Saison 2011/12 kehrte er zu Gaziantepspor zurück. Bislang hatte er einen Einsatz für das Profi-Team, und zwar am 12. Januar 2012 bei der Niederlage Gazientepspors im Pokal gegen Çaykur Rizespor, ansonsten spielt er für die Reservemannschaft.
Zum Sommer 2012 löste er sein Vertrag mit Gaziantepspor auf und wechselte innerhalb der Stadt zum Zweitligisten Gaziantep Büyükşehir Belediyespor. Hier spielte er in seiner ersten Saison lediglich die Hinrunde für Gaziantep BB und verbrachte die Rückrunde beim Drittligisten Hatayspor.
In der Sommertransferperiode 2013 wechselte er innerhalb der Liga zu Karşıyaka SK. Zur Saison 2015/16 wechselte er zum Zweitligisten Elazığspor und spielte hier bis zum Dezember 2019.

## Erfolge
Gaziantepspor
- Spor-Toto-Pokalsieger: 2012